# Би (Па де Кале)
Би (фр. Bus) насеље је и општина у североисточној Француској у региону Север-Па д Кале, у департману Па де Кале која припада префектури Арас.
По подацима из 2011. године у општини је живело 129 становника, а густина насељености је износила 39,81 становника/km². Општина се простире на површини од 3,24 km². Налази се на средњој надморској висини од 134 метара (максималној 132 m, а минималној 113 m).

## Демографија
| 1962. | 1968. | 1975. | 1982. | 1990. | 1999. | 2011. |
| ----- | ----- | ----- | ----- | ----- | ----- | ----- |
| 98    | 118   | 103   | 96    | 90    | 105   | 129   |

График промене броја становника у току последњих година